# 13221 Nao
13221 Nao este un asteroid din centura principală de asteroizi.

## Descriere
13221 Nao este un asteroid din centura principală de asteroizi. A fost descoperit pe 24 iulie 1997 la Kuma Kogen de Akimasa Nakamura. El prezintă o orbită caracterizată de o semiaxă mare de 2,74 ua, o excentricitate de 0,14 și o înclinație de 8,2° în raport cu ecliptica.